# FIRA Women's European Trophy 2010
El FIRA Women's European Trophy (Trofeo Europeo Femenino) de 2010 fue la decimoquinta edición del torneo femenino de rugby oficial en Europa.

## Resultados

### Grupo A
| Pos. | Equipo       | Encuentros | Encuentros | Encuentros | Encuentros | Tantos  | Tantos    | Tantos     | Puntos Totales |
| Pos. | Equipo       | jugados    | ganados    | empatados  | perdidos   | a favor | en contra | diferencia | Puntos Totales |
| ---- | ------------ | ---------- | ---------- | ---------- | ---------- | ------- | --------- | ---------- | -------------- |
| 1    | España       | 3          | 3          | 0          | 0          | 114     | 17        | +97        | 15             |
| 2    | Países Bajos | 3          | 2          | 0          | 1          | 100     | 31        | +69        | 9              |
| 3    | Francia A    | 3          | 1          | 0          | 2          | 80      | 36        | +44        | 5              |
| 4    | Bélgica      | 3          | 0          | 0          | 3          | 0       | 210       | -210       | 0              |

#### Partidos
| 8 de mayo | Francia A | 70 - 0 | Bélgica |  |  |

| 8 de mayo | España | 26 - 12 | Países Bajos |  |  |

| 10 de mayo | Francia A | 6 - 22 | España |  |  |

| 10 de mayo | Países Bajos | 74 - 0 | Bélgica |  |  |

| 12 de mayo | Francia A | 5 - 14 | Países Bajos |  |  |

| 12 de mayo | España | 66 - 0 | Bélgica |  |  |

### Grupo B
| Pos. | Equipo   | Encuentros | Encuentros | Encuentros | Encuentros | Tantos  | Tantos    | Tantos     | Puntos Totales |
| Pos. | Equipo   | jugados    | ganados    | empatados  | perdidos   | a favor | en contra | diferencia | Puntos Totales |
| ---- | -------- | ---------- | ---------- | ---------- | ---------- | ------- | --------- | ---------- | -------------- |
| 1    | Italia   | 3          | 3          | 0          | 0          | 86      | 0         | +86        | 14             |
| 2    | Suecia   | 3          | 2          | 0          | 1          | 61      | 10        | +51        | 10             |
| 3    | Rusia    | 3          | 1          | 0          | 2          | 17      | 79        | -62        | 4              |
| 4    | Alemania | 3          | 0          | 0          | 3          | 14      | 89        | -75        | 1              |

#### Partidos
| 8 de mayo | Italia | 43 - 0 | Alemania |  |  |

| 8 de mayo | Suecia | 32 - 0 | Rusia |  |  |

| 10 de mayo | Italia | 33 - 0 | Rusia |  |  |

| 10 de mayo | Suecia | 29 - 0 | Alemania |  |  |

| 12 de mayo | Italia | 10 - 0 | Suecia |  |  |

| 12 de mayo | Rusia | 17 - 14 | Alemania |  |  |

### Séptimo puesto
| 15 de mayo | Alemania | 5 - 5 | Bélgica |  |  |

### Quinto puesto
| 15 de mayo | Francia A | 35 - 0 | Rusia |  |  |

### Tercer puesto
| 15 de mayo | Países Bajos | 47 - 19 | Suecia |  |  |

### Final
| 15 de mayo | España | 31 - 13 | Italia |  |  |

| Bandera de España |
| Campeón España    |
| Tercer título     |